# Ferrovia del Minho
La ferrovia del Minho (in portoghese, Linha do Minho) è una linea ferroviaria che collega la città di Porto con Valença, in Portogallo. Completata il 6 agosto 1882 fino a Valença, fu infine prolungata fino a Monção e aperta il 15 luglio del 1915; quest'ultima tratta venne chiusa al traffico il 31 dicembre 1989.

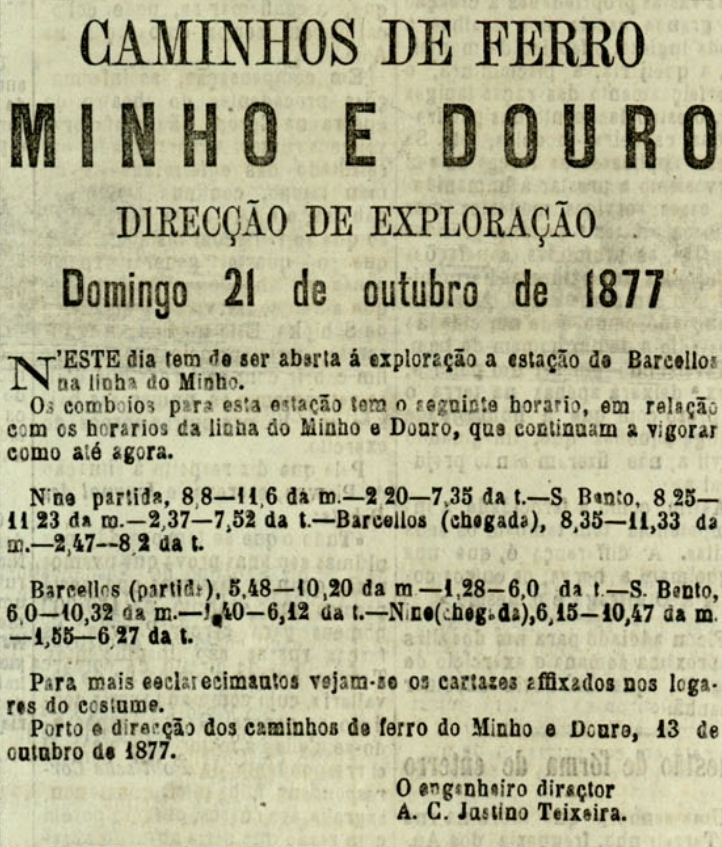
Aviso al pubblico di apertura della ferrovia del Minho fino a Barcelos

## Storia

### Prodromi
Nel 1856, mentre si progettava di raggiungere la frontiera spagnola mediante la ferrovia dell'Est il re del Portogallo, Pietro V suggerì l'utilità di costruire una linea passante per Vigo e da Porto il cui tracciato era più vicino alla frontiera francese rispetto a quello passante per Badajoz.
Nel 1867 il governo portoghese presentò al Parlamento alcuni progetti di ferrovie a scartamento iberico per collegare Porto a Braga, nella provincia del Minho, e alla frontiera spagnola. L'approvazione venne il 14 luglio 1872 aggiungendovi anche lo studio della Linha do Douro; si riteneva una ferrovia fondamentale per il nord del paese anche in virtù della densità di popolazione e di imprese; fu realizzata interamente dallo Stato.

### Fasi di costruzione[6]
| Tratta                           | Estensione | Inaugurazione   | Note                       |
| -------------------------------- | ---------- | --------------- | -------------------------- |
| Porto Campanhã – Nine            | 39,003 km  | 20 maggio 1875  |                            |
| Nine – Barcelos                  | 11,286 km  | 21 ottobre 1877 |                            |
| Barcelos – Caminha               | 54,387 km  | 1º luglio 1878  |                            |
| Caminha – São Pedro da Torre     | 20,829 km  | 15 gennaio 1879 |                            |
| São Pedro da Torre – Valença     | 4,264 km   | 6 agosto 1882   |                            |
| Porto São Bento – Porto Campanhã | 2,618 km   | 8 novembre 1896 |                            |
| Valença – Lapela                 | 10,519 km  | 15 giugno 1913  | chiusa il 31 dicembre 1989 |
| Lapela – Monção                  | 5,929 km   | 15 luglio 1915  | chiusa il 31 dicembre 1989 |

La tratta fino a Nine fu attivata il 20 maggio 1875 connettendola al Ramal de Braga; Barcelos venne raggiunta il 21 ottobre 1877, Caminha il 1º luglio 1878, São Pedro da Torre il 15 gennaio 1879 e Valença il 6 agosto 1882.
Il 5 novembre 1877 fu inaugurato il tratto di collegamento tra la Linha do Norte e Porto Campanhã.
Nel 1881 la ferrovia della Póvoa fu connessa alla stazione di Famalicão, sulla Linha do Minho, unendo tale località a Porto attraverso Póvoa de Varzim.

### Connessione alla rete spagnola
.

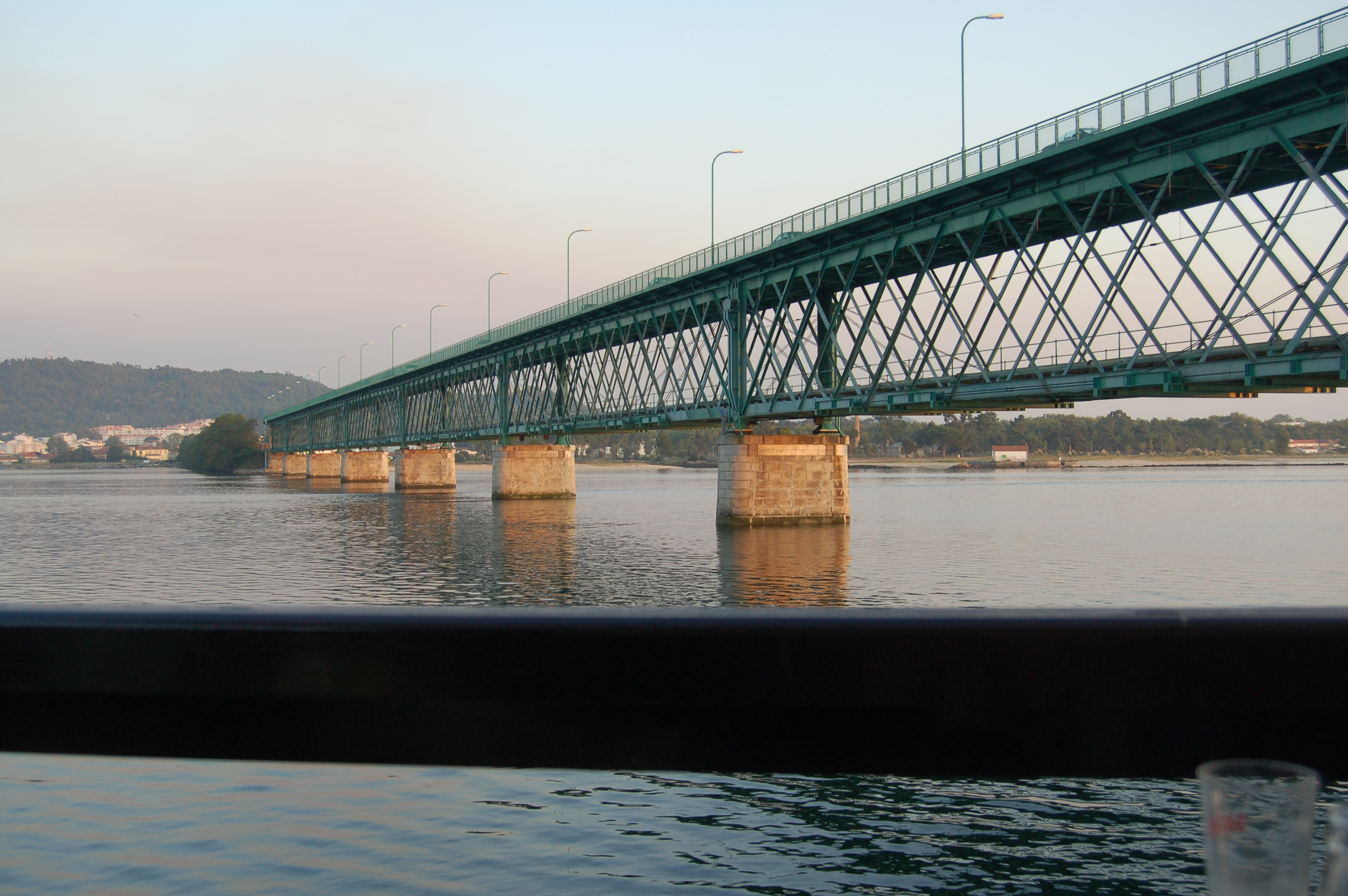
Viadotto in ferro di Gustave Eiffel a Viana do Castelo, sulla linea del Minho

I lavori di costruzione del Viadotto Eiffel per l'attraversamento del fiume Limia iniziarono nel 1885. L'importante infrastruttura fu aperta al traffico il 25 marzo 1886 permettendo il collegamento viario e ferroviario con il Nord e con la Galizia.
Prima della costruzione della stazione di Porto São Bento la stazione principale della città era Porto Campanhã che, alla fine del secolo XIX, aveva un traffico annuale di 750 000 passeggeri e 600 000 t di merci ma era decentrata rispetto alla città. Il progetto della nuova stazione centrale, presentato l'8 luglio 1887 dalla Câmara Municipal di Porto prevedeva come sito il Monastero di São Bento de Avé-Maria. Il 18 gennaio 1888 il progetto ottenne l'approvazione ministeriale; i lavori, iniziati nel 1890, si conclusero il 7 novembre 1896. Il fabbricato della stazione era di modesta fattura; quello definitivo venne inaugurato il 5 ottobre 1916.
|  |  | Unknown route-map component "exLKBHFa" |

|  |  | Unknown route-map component "exLSTR" |

|  |  | Unknown route-map component "exBHF" |

|  |  | Unknown route-map component "exHST" |

|  |  | Unknown route-map component "exHST" |

|  |  | Unknown route-map component "exHST" |

|  |  | Unknown route-map component "exHST" |

|  |  | Unknown route-map component "exHST" |

|  | Unknown route-map component "exSTRc2" | Unknown route-map component "exSTR3" |

| Unknown route-map component "CONTgq" | Unknown route-map component "exSTR+1" + Unknown route-map component "STR+r" | Unknown route-map component "exSTRc4" |

| Station on track |

| Station on track |

| Stop on track |

| Unknown route-map component "eHST" |

| Station on track |

| Unknown route-map component "eHST" |

| Stop on track |

| Stop on track |

| Unknown route-map component "eHST" |

| Stop on track |

| Transverse water | Unknown route-map component "hKRZWae" | Transverse water |

| Station on track |

| Stop on track |

| Stop on track |

| Unknown route-map component "eBHF" |

| Stop on track |

| Unknown route-map component "eHST" |

| Stop on track |

| Stop on track |

| Unknown route-map component "exlCONTg@F" + Unknown route-map component "STRc2" | Unknown route-map component "HST3" |  |

| Unknown route-map component "xABZg+1" | Unknown route-map component "STRc4" |  |

| Unknown route-map component "XBHF-L" | Unknown route-map component "exKXBHFa-M" | Unknown route-map component "uKXBHFa-R" |

| Unknown route-map component "STR2" | Unknown route-map component "exCONTf" + Unknown route-map component "STRc3" | Urban straight track |

| Unknown route-map component "STRc1" | Unknown route-map component "STR+4" | Unknown route-map component "uCONTf" |

| Transverse water | Unknown route-map component "hKRZWae" | Transverse water |

| Unknown route-map component "cd" + Unknown route-map component "exlDST" | Unknown route-map component "evSTR+r-STR" | Unknown route-map component "c" |  |

| Unknown route-map component "vexSTR-HST" | Unknown route-map component "d" |

| Unknown route-map component "vexDST-BHF" | Unknown route-map component "d" |

| Unknown route-map component "ev-SHI2g+r" | Unknown route-map component "d" |

| Stop on track |

| Stop on track |

| Station on track |

| Transverse water | Unknown route-map component "hKRZWae" | Transverse water |

| Stop on track |

| Station on track |

| Enter and exit tunnel |

| Stop on track |

| Stop on track |

| Station on track |

| Transverse water | Unknown route-map component "hKRZWae" | Transverse water |

| Station on track |

| Stop on track |

|  | Unknown route-map component "ABZg+l" | Unknown route-map component "CONTfq" |

| Station on track |

| Stop on track |

| Stop on track |

| Unknown route-map component "exCONTgq" | Unknown route-map component "eABZg+r" |  |

| Station on track |

| Stop on track |

| Stop on track |

| Unknown route-map component "exKRW+l" | Unknown route-map component "eKRWgr" |  |

| Unknown route-map component "exLABZg+l" | Unknown route-map component "exdLSTRq" + Straight track | Unknown route-map component "exLSTRq" + Unknown route-map component "STR+l" | Unknown route-map component "dCONTfq" |

| Unknown route-map component "exvLSTR-" | Unknown route-map component "vSHI2g+l-" + Unknown route-map component "lvBHF@G" | Unknown route-map component "d" |

| Unknown route-map component "exvSHI2l-" | Unknown route-map component "dSTR" |  |

| Unknown route-map component "ev-SHI2g+r" + Unknown route-map component "exlvBHF@G" | Unknown route-map component "d" |

| Transverse water | Unknown route-map component "hKRZWae" | Transverse water |

|  | Unknown route-map component "xKRWgl" | Unknown route-map component "KRW+r" |

|  | Unknown route-map component "exSTR" | Unknown route-map component "hBHFa" |

|  | Unknown route-map component "exBHF" | Unknown route-map component "hSTRe" |

| Unknown route-map component "exCONTgq" | Unknown route-map component "exABZgr" | Straight track |

| Unknown route-map component "KDSTaq" | Unknown route-map component "xABZg+r" | Unknown route-map component "tSTRa" |

|  | Unknown route-map component "eHST" | Unknown route-map component "tSTRe" |

|  | Unknown route-map component "KRWg+l" | Unknown route-map component "KRWr" |

| Stop on track |

| Station on track |

| Stop on track |

| Unknown route-map component "KDSTaq" | Unknown route-map component "ABZg+r" |  |

| Station on track |

| Unknown route-map component "KDSTaq" | Unknown route-map component "ABZg+r" |  |

|  | Unknown route-map component "ABZg+l" | Unknown route-map component "KDSTeq" |

| Stop on track |

| Transverse water | Unknown route-map component "hKRZWae" | Transverse water |

|  | Unknown route-map component "ABZg+l" | Unknown route-map component "CONTfq" |

| Station on track |

| Unknown route-map component "CONTgq" | Unknown route-map component "ABZgr" |  |

| Stop on track |

| Station on track |

| Unknown route-map component "CONTgq" | Unknown route-map component "ABZg+r" |  |

| Station on track |

| Unknown route-map component "uCONTg" | Straight track |  |

| Unknown route-map component "uXBHF-L" | Unknown route-map component "XBHF-R" |  |

| Unknown route-map component "uCONTf" | Straight track |  |

|  | Unknown route-map component "eABZgl" | Unknown route-map component "exCONTfq" |

|  | Unknown route-map component "ABZgl" | Unknown route-map component "CONTfq" |

|  | Unknown route-map component "eABZgl" | Unknown route-map component "exCONTfq" |

| Enter and exit tunnel |

|  | Straight track | Unknown route-map component "uCONTg" |

|  | Unknown route-map component "KXBHFe-L" | Unknown route-map component "uXBHF-R" |

|  |  | Unknown route-map component "uCONTf" |

### Prolungamento della linea fino a Monção
Il prolungamento della linea fino a Monção e Melgaço per raggiungere le località termali e di produzione agricola era previsto sin dai tempi iniziali e fu discusso il 3 luglio 1889. Un progetto per una linea di Carros americanos a scartamento metrico fu esposto il 22 novembre 1894 e ottenne l'autorizzazione. L'11 gennaio 1896, nonostante non ci fosse ancora nessuna costruzione, fu autorizzato l'uso della trazione a vapore; la mancanza di risorse economiche locali e l'impossibilità di reperire investitori privati interessati ritardava l'inizio. Costituitosi un gruppo di capitalisti diede incarico all'ingegnere Justino Teixeira di ristudiare il progetto, ma per un Caminho de Ferro de Valença a Monsão di 45 km, anziché una tranvia, collegato direttamente alla stazione di Valença e con possibilità di trazione elettrica; neanche questo riuscì ad iniziare.
Fu costituita una società e presentata una proposta di legge alla camera legislativa, che ottenne una garanzia di interesse del 5% per 30 anni sul capitale investito.
Il 15 febbraio 1900 il progetto era stato incluso, a scartamento iberico, nel "Piano Generale della Rete a Nord del Mondego"; tuttavia permanevano accese controversie, in quanto c'era chi voleva una ferrovia a scartamento ridotto che attraversasse tutti i paesi (che essendo classificata complementare avrebbe beneficiato di tanti vantaggi ex lege 14 luglio 1899). Lo Stato avrebbe comunque costruito direttamente la linea anche se la società avesse rinunciato.
Il 14 marzo 1902 i concessionari del Caminho de Ferro de Valença a Monsão ottennero una proroga del termine dei lavori al 29 marzo del 1903. Il 16 marzo 1903 il ministro dei lavori pubblici prorogò il termine al 29 marzo 1904.
Le ordinanze dell'11 ottobre 1905 e del 1º aprile 1911 approvarono i progetti della Valença-Monção con la prima tratta fino a Lapela da aprire entro il 15 giugno 1913; il 15 luglio 1915 la linea giungeva a Monção.

### XX secolo

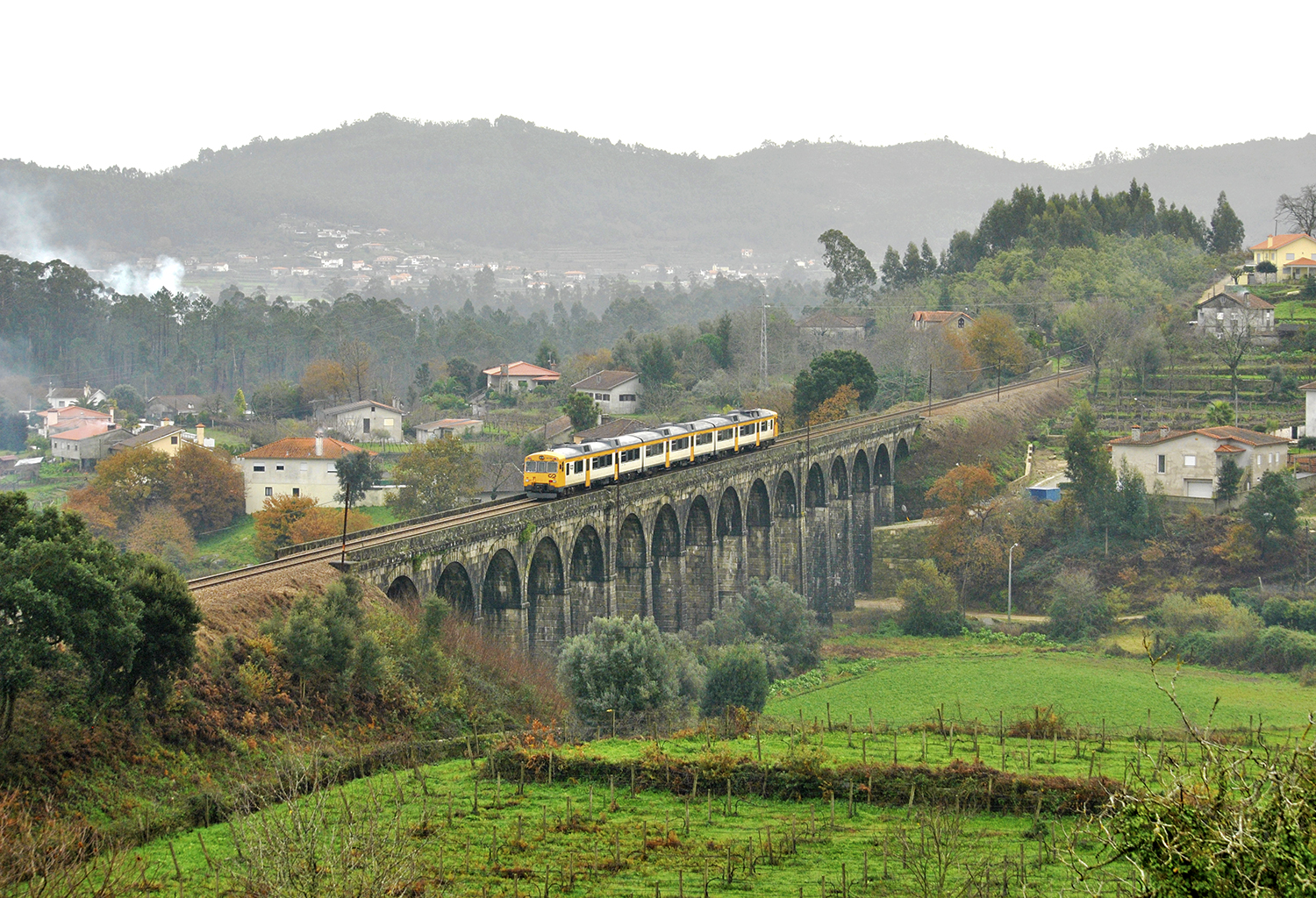
Treno di automotrici CP 592 sul viadotto di Durrães, tra le stazioni di Tamel e Durrães

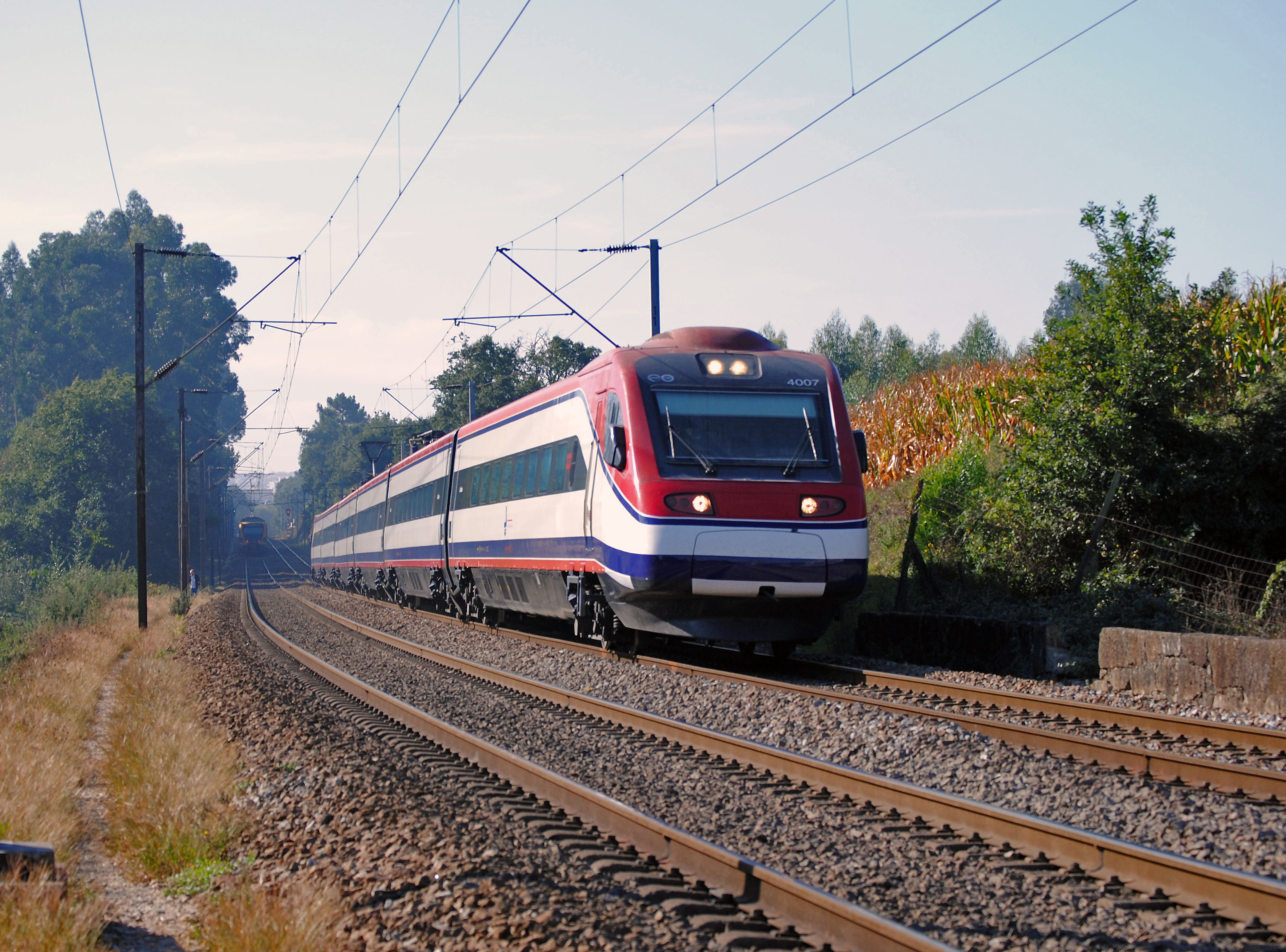
Alfa Pendular, con destinazione Braga, nel 2010

Agli inizi del XX secolo, sulle linee del Duero e del Minho, predominava l'armamento leggero che utilizzava rotaia Vignoles da 30 kg/m con giunti affacciati, montate su traverse di legno con modulo 90 cm. La scarsa potenzialità di tale configurazione spinse la Direzione ferroviaria di Porto e del Minho ad aumentare a 36 kg/m la massa delle rotaie usate e ad aumentare la lunghezza delle stesse a 12 m. A partire dal 1901 iniziarono i lavori di potenziamento tra Porto Campanhã ed Ermesinde estendendosi poi gradualmente al resto della linea.
Negli anni iniziali del secolo la Linha do Minho fu oggetto di attentati e danneggiamenti volti anche a far deragliare i treni.
Alla fine del 1902 fu proposta al "Conselho Superior de Obras Públicas" la creazione di una stazione di biforcazione a Contumil, al chilometro 2+500 della Linha do Minho, per collegarla alla Linha de Leixões e il raddoppio del binario tra questa e Porto Campanhã.
Il 20 marzo 1924 venne attivato il cosiddetto Ramal de Viana-Doca lungo 2,313 km tra la stazione di Viana do Castelo e il Porto di Viana. Venne dismesso nel 1988.
Nel 1971 ebbe inizio sulla linea la circolazione del TER tra Corunha e Porto ma l'anno seguente venne limitata alla tratta Corunha-Vigo; dal 1976 il servizio venne realizzato con automotrici delle Caminhos de Ferro Portugueses.
La tratta Monção-Valença venne soppressa il 31 dicembre 1989.

### Anni duemila: chiusure e potenziamenti
La tratta dismessa Valença - Monção fu trasformata in pista ciclabile nel 2004; vennero restaurate ad uso culturale e quali posti di sosta varie stazioni e fermate.
La "variante di Trofa", entrata in funzione il 15 agosto 2010, è un passante ferroviario di 4 555 m di lunghezza che comprende una galleria di 1 404 m e un viadotto di 327 m costruito da Opway Engenharia per evitare l'attraversamento ferroviario del centro cittadino di Trofa. Del vecchio tracciato di superficie abbandonato venne lasciato solo un raccordo merci.
Il 29 febbraio 2016 Infraestruturas de Portugal ha reso pubblico il progetto di elettrificazione della Linha do Minho tra Nine e Viana do Castelo per un totale di 43,6 km.